# بيير لومونييه
بيير لومونييه (بالفرنسية: Pierre Lemonnier)‏ عالم فلك فرنسي ولد سنة 1675 وتوفي سنة 1757.
كان دكتور في الفيزياء والفلسفة في جامعة باريس وعضو في الأكاديمية الفرنسية للعلوم.
هو والد العالم بيير شارل لومونييه الذي اكتشف كوكب أورانوس.
وقد نشر ست كتب جامعية باللغة اللاتينية وهي:
- المجلد الأول - المنطق  Logica
- المجلد الثاني - ماوراء الطبيعة Metaphysica
- المجلد الثالث - الفيزياء العامة Physica Generalis
- المجلد الرابع- الفيزياء العملية الجزء الأولPhysica Particularis
- المجلد الخامس- الفيزياء العملية الجزء الثاني Physica Particularis
- المجلد السادس - الطريقة Moralis